# エルゴグリフクラッチ
エルゴグリフクラッチ（英: Ergonomic Glyph Crutch）とは、松葉杖やロフストランドクラッチと同様の下肢補助用医療器具の一種の杖である。
肘の部分をサポートするカフと手で握り締めるグリップが人間工学的に一体形成された形状をしていることから、エルゴグリフクラッチ（英: Ergonomic Glyph Crutch）と呼ばれる。グリップとカフはフィット感を実現する為に計算された形状をしており、微妙な形を形成する為に素材は合成樹脂製であることが多い。この素材は支柱の主な素材として使用される軽金属素材：アルミニウム等と組み合わせられ、カフを装備しながらも軽量でシンプルな杖を実現している。
エルゴグリフクラッチの接地面からグリップ位置の高さ調節は、主にスライド可能な段階式となっているが、その段階の固定は構造をシンプルにし、コストを下げる目的で脱着式のクリップ方式を採用しているものが多い。この構造は軽量化にも役立っていると考えられる。
松葉杖が脇と二の腕で挟んで固定しながら、肘を伸ばした状態でグリップに体重をかけて杖を使用するのに対し、ロフストランドクラッチとエルゴグリフクラッチは、伸ばした肘部分を支えるカフと、握り締めたグリップで杖を安定させる構造であり、グリップとカフに体重を分散して使う様に作られている。大半の人が一目見て気づくであろう少し角度がついた杖は、力学的な裏づけによる構造のものである。この事は実際に触れてみる機会があれば感覚的にすぐ理解できるだろう。
松葉杖ではサポート部を脇に挟むことが出来るが、エルゴグリフクラッチや、ロフストランドクラッチで同じ安定度を得ようとすると相当な腕力が必要である。しかしながら松葉杖とは根本的に用途が違うと考えるべきであろう。また後述する構造（素材）面から得られる強度を考慮すると、両足にある程度の体重を掛けられる状態にありながらも、体重分散の工夫と補助が必要だという、比較的軽度な障害をもつ人が使用する為の杖の一種である。もちろん使用するにあたっては勝手に判断せず、医師や理学療法士のアドバイスを受けるべきである。
なお、松葉杖を使用していて脇の下が擦れて痛いという話を耳にする事が多いが、松葉杖の使い方を正しく理解出来ていないか、サイズ調整が適切でない為と考えられる。松葉杖を長期間使用すると手の平の付け根（手首付近）と、肘に負担がかかるはずだからである。若干接地部分を少し広げて八の字状態にすると安定するのもコツである（但し濡れた床では滑るので要注意）。なお、このコツはロフストランドクラッチとエルゴグリフクラッチには通用しないのは言うまでも無い。
ロフストランドクラッチは、日本では歩行するに支障のある障害をもつ高齢者向けの器具という認識が強い。構造もガッチリして重厚であり、若年層が使う杖では無いというイメージがある。
エルゴグリフクラッチは、ロフストランドクラッチに比べると、まだ知名度も低く、現在市場に出回っている製品はほぼドイツ製に限られており、日本製は殆ど流通していない。しかし徐々にその認識度も上がってきており、近年は幾つかのカラー選択する事も出来るようになった。ドイツでは原色を使ったカラフルなデザインの製品も売られており、またキッズ向けも発売されている。
繰り返しになるが、松葉杖の様に大げさな杖は必要無いが、ステッキで支えられるほどは足に体重をかけられないという、比較的軽度の歩行障害をもつ人が利用する杖の一つである。足を怪我した後回復が進み、リハビリ段階で松葉杖から段階的に杖を切り替えて足にかかる体重を増やして行くというリハビリ方法も広まるであろう。余程の腕力が無い限り、松葉杖の様に体重を上半身で支えるのは困難だからである。